# Торстен Шміц
Торстен Шміц (нім. Torsten Schmitz; 26 серпня 1964) — німецький боксер, призер чемпіонатів світу та Європи.

## Аматорська кар'єра
1982 року став чемпіоном Європи серед юніорів.
У 1983, 1984 та 1985 роках вигравав звання чемпіона НДР у напівсередній вазі.
1984 року взяв участь у змаганнях Дружба-84 спортсменів з соціалістичних країн, які бойкотували Олімпійські ігри 1984 і, здобувши три перемоги, у тому числі над Хосе Луїс Ернандесом (Куба) у фіналі, зайняв перше місце.
На чемпіонаті Європи 1985 програв у другому бою Бориславу Абаджиєву (Болгарія) — 2-3.
На чемпіонаті світу 1986 зайняв третє місце.
- В 1/16 фіналу переміг Стефана Дришку (Румунія) — 4-1
- В 1/8 фіналу переміг Кім Дон Кіл (Південна Корея) — 5-0
- У чвертьфіналі переміг Ісраеля Акопкохяна (СРСР) — 3-2
- У півфіналі програв Канделаріо Дуверхелю (Куба) — 2-3

На Олімпійських іграх 1988 в категорії до 71 кг переміг Ангела Стоянова (Болгарія) — 3-2 і програв майбутньому чемпіону Пак Сі Хун (Південна Корея) — 0-5.
На чемпіонаті світу 1989 зайняв друге місце.
- В 1/16 фіналу переміг Фікрета Каман (Туреччина) — 13-9
- В 1/8 фіналу переміг Ласло Гала (Угорщина) — 18-9
- У чвертьфіналі переміг Еріка Бредлера (Швеція) — 14-6
- У півфіналі переміг Салем Карім Каббарі (Єгипет) — 15-2
- У фіналі програв Ісраелю Акопкохяну (СРСР) — 8-19

1990 року на Іграх доброї волі переміг Кріса Берда (США) і Олександра Лебзяка (СРСР), а у фіналі знов програв Ісраелю Акопкохяну (СРСР).
На чемпіонаті Європи 1991 завоював срібну медаль.
- В 1/8 фіналу переміг Ангела Стоянова (Болгарія) — 20-9
- У чвертьфіналі переміг Мілана Конечни (Чехословаччина) — 22-6
- У півфіналі переміг Оле Клеметсена (Норвегія) — 29-9
- У фіналі програв Ісраелю Акопкохяну (СРСР) — 14-26

На чемпіонаті світу 1991 зайняв третє місце.
- В 1/16 фіналу переміг Орхана Делібаш (Нідерланди) — 18-14
- В 1/8 фіналу переміг Яна Дідака (Польща) — 20-12
- У чвертьфіналі переміг Стефана Дришку (Румунія) — 17-7
- У півфіналі програв Хуан Карлос Лемусу (Куба) — 11-26